# Atlantische Hurrikansaison 1888
Die Atlantische Hurrikansaison 1888 begann offiziell am 1. Juni 1888 und endete am 30. November 1888. Während dieser Periode bilden sich üblicherweise im nördlichen Atlantischen Ozean die meisten Hurrikane, da nur zu dieser Zeit geeignete Bedingungen wie ein erwärmter Ozean, feuchte Luft und wenig Windscherung vorherrschen, welche die Bildung tropischer Wirbelstürme ermöglichen. Sie war mit 9 benannten tropischen Stürmen deutlich inaktiver als die des Vorjahres. Sechs der Stürme in dieser Saison erreichten den Status eines Hurrikans, und zwei von ihnen erreichten die Kategorie 3. Bemerkenswert ist auch, dass der Großteil der aufgezeichneten Aktivitäten weitgehend ohne den Einsatz moderner Technik dokumentiert wurde. Folglich könnten tropische Wirbelstürme in dieser Zeit, die sich nicht besiedelten Gebieten oder Schifffahrtswegen näherten, insbesondere wenn sie relativ schwach und von kurzer Dauer waren, unentdeckt geblieben sein. Daher sind die historischen Daten über tropische Wirbelstürme aus dieser Zeit möglicherweise nicht umfassend, wobei von einer Untererfassung von null bis vier Stürmen pro Jahr zwischen 1886 und 1910 ausgegangen wird. Das erste Sturmsystem bildete sich am 16. Juni, das letzte löste sich am 25. November auf.
Der intensivste tropische Wirbelsturm der Saison, das dritte System, erreichte im August als Hurrikan der Kategorie 3 auf der heutigen Saffir-Simpson-Skala mit maximalen anhaltenden Winden von 125 mph (205 km/h) seinen Höhepunkt. Der Hurrikan traf auf die Bahamas, Florida und Louisiana und verursachte auf seinem gesamten Weg große Schäden und forderte 12 Todesopfer. Das nächste System, ebenfalls ein Hurrikan der Kategorie 3, überquerte die Turks- und Caicos-Inseln, die Bahamas und Kuba, bevor er Anfang September zweimal in Mexiko anlandete und Schäden in Höhe von mehr als 1 Million Dollar (1888 USD) verursachte und 921 Todesopfer forderte. Beim siebten Wirbelsturm der Saison ertranken neun Menschen in Cedar Key, Florida, und der neunte und letzte Wirbelsturm forderte sechzehn Todesopfer, fünfzehn davon auf See. Insgesamt verursachten die Wirbelstürme der Saison 1888 Schäden in Höhe von mehr als 1 Million Dollar und töteten 958 Menschen.

## Systeme

### Hurrikan One
Der erste Wirbelsturm der Saison bildete sich am 16. Juni um 00:00 UTC im nordwestlichen Golf von Mexiko und verzeichnete anhaltende Winde von 28 mph (45 km/h). Aufgrund der wenigen Beobachtungen hat sich das System möglicherweise schon vor diesem Zeitpunkt entwickelt, wurde aber nicht entdeckt. Das Zentrum des Wirbelsturms befand sich am 16. Juli etwa 320 km südöstlich von Galveston Island. Das System bewegte sich in westnordwestlicher Richtung, verstärkte sich und wurde einige Stunden später zu einem Hurrikan. Er erreichte am frühen Morgen des 17. Juni mit anhaltenden Winden von 130 km/h (80 mph) seinen Höhepunkt und ging gegen 06:00 UTC südwestlich von Bay City, Texas, über dem östlichen Ende der East Matagorda Bay an Land. Nach der Landung drehte er nach Nordwesten und entkräftete sich rasch zu einem tropischen Sturm, der im Laufe des Tages allmählich nach Norden abdrehte. Der Wirbelsturm schwächte sich gegen 06:00 UTC zu einem tropischen Tiefdruckgebiet ab und löste sich 12 Stunden später in der Nähe von Waco auf.

### Tropischer Sturm Two
Der zweite Tropensturm der Saison entwickelte sich etwa 320 km östlich der Mündung des Rio Grande an der Grenze zwischen Texas und Mexiko. Er bewegte sich in nordnordwestlicher Richtung und erreichte am 5. Juli um 00:00 UTC seine höchste Intensität von 95 km/h (60 mph). Etwa 16 Stunden später erreichte der mittelschwere Tropensturm mit dieser Intensität östlich von Bay City die gleiche Region wie der vorherige Sturm. Der Wirbelsturm drehte nach dem Auftreffen auf Land nach Norden und Nordnordosten und schwächte sich dabei langsam ab. Um 12:00 UTC am 6. Juli befand sich der Wirbelsturm zuletzt über dem nordwestlichen Cherokee County, Texas.

### Hurrikan Three
Dieses System wurde erstmals um 12:00 UTC am 14. August entdeckt, als es sich etwa 155 km nordnordöstlich von Grand Turk Island befand. Der Sturm bewegte sich in westnordwestlicher Richtung und verstärkte sich etwa 24 Stunden später zu einem Hurrikan. Er landete auf Cat Island auf den Bahamas an und dann am 16. August auf Andros Island. Als er sich dem Südosten Floridas näherte, verstärkte sich der Sturm zu einem Hurrikan der Kategorie 3 und erreichte am 16. August um 12:00 Uhr UTC Windgeschwindigkeiten von 205 km/h und einen Luftdruck von 945 mbar (27,9 inHg). Gegen 19:00 UTC traf er in der Nähe des heutigen Miami Beach mit maximaler Intensität auf Land; seine geschätzten Winde waren von den beobachteten Sturmfluthöhen in der Nähe des Anlandepunkts abgeleitet.
Der Wirbelsturm schwächte sich über Land ab und trat am 17. August als Hurrikan der Kategorie 1 in den Golf von Mexiko bei Cayo Costa ein. Der Wirbelsturm verstärkte sich jedoch schnell wieder zu einem Hurrikan der Kategorie 2, als er am frühen 18. August nach Westen abdrehte. Der Hurrikan drehte zunächst nach Nordwesten und dann nach Nordnordwesten und traf am 19. August gegen 16:00 Uhr UTC in der Nähe von Cocodrie, Louisiana, mit Windgeschwindigkeiten von 175 km/h auf. Der Wirbelsturm drehte nach seiner Wanderung ins Landesinnere nach Norden und schwächte sich am späten Abend des 20. August über Mississippi zu einem Tropensturm ab, bevor er nach Nordosten abdrehte. Nachdem er über Neuengland hinweggezogen war, wurde der Sturm um 12:00 UTC am 22. August zu einem außertropischen Sturm, während die Überreste den Atlantik über Kanada überquerten, bevor sie sich am 24. August über der Labradorsee auflösten.

### Hurrikan Four
Die Jamaica begegnete diesem System erstmals am 31. August etwa 240 km nordöstlich von Sombrero, einer vorgelagerten Insel von Anguilla.
Das System war ein Tropensturm, verstärkte sich aber später am selben Tag zu einem Hurrikan der Kategorie 2, bevor er am 2. September gegen 18:00 UTC auf die Turks- und Caicosinseln traf. Etwa 24 Stunden später erreichte der Wirbelsturm seinen Höhepunkt als Hurrikan der Kategorie 3 mit maximalen anhaltenden Winden von 205 km/h (125 mph). Am 4. September traf der Sturm an der Küste der heutigen Provinz Villa Clara auf Land. Zu Beginn des folgenden Tages schwächte sich das System zu einem Kategorie 1 Hurrikan ab, drehte über Kuba nach Südwesten, bis es einige Stunden später in den Yucatán-Kanal eintauchte. Der Hurrikan überquerte dann den Kanal und ging am 6. September in der Nähe der nordöstlichen Spitze der Halbinsel Yucatán an Land. Nachdem er sich zu einem Tropensturm abgeschwächt hatte, verstärkte er sich kurzzeitig wieder zu einem Hurrikan der Kategorie 2, während er sich in der Bucht von Campeche nach Südwesten bewegte. Danach schwächte sich der Sturm vor seinem Landfall in der Nähe von Coatzacoalcos, Veracruz, am frühen 8. September wieder zu einem Hurrikan der Kategorie 1 ab und löste sich bald darauf auf.

### Tropischer Sturm Five
Die offizielle Zugbahn beginnt am 6. September etwa 175 km (110 Meilen) nördlich der Turks- und Caicosinseln. Das System wanderte in westnordwestlicher Richtung und passierte am 7. September die nördlichen Bahamas. Gegen 00:00 UTC am nächsten Tag landete das System in der Nähe des heutigen Palm Beach, Florida, mit Windgeschwindigkeiten von 85 km/h (50 mph), an. Nachdem der Wirbelsturm etwas nördlich von Tampa abgetrieben war, drehte er nach Nordosten. Obwohl sich das System über Land bewegte, erreichte es am frühen Morgen des 9. September in der Nähe von Cedar Key, wo ein Luftdruck von 999 mbar gemessen wurde, seinen Höhepunkt mit Winden von 95 km/h (60 mph). Der Sturm erreichte Maryland, wo er am 11. September zu einem außertropischen Sturm wurde. Die Überreste des Sturms zogen weiter, überquerten den Nordosten der Vereinigten Staaten und erreichten den kanadischen Atlantik, bevor sie sich am nächsten Tag über dem südlichen New Brunswick auflösten.

### Hurrikan Six
Die Zugbahn dieses Sturms beginnt etwa 50 km (30 Meilen) südlich von Marathon, Florida, am 23. September, einen Tag bevor Schiffe erstmals einen Wirbelsturm in der Nähe des Staates meldeten. Der Sturm zog in nordöstlicher Richtung und traf kurz darauf auf die nördlichen Florida Keys. In den frühen Morgenstunden des 26. Septembers verstärkte sich das System zu einem Hurrikan mit anhaltenden Winden von 80 mph (130 km/h), wobei in Nantucket, Massachusetts, ein Luftdruck von 985 mbar (29,1 inHg) gemessen wurde. Gegen 13:00 UTC traf der Hurrikan in der Nähe von Chatham, Massachusetts, mit dieser Stärke auf Land. Das System schwächte sich später am 26. September zu einem tropischen Sturm ab. Am folgenden Tag lösten sich die außertropischen Überreste über dem östlichen New Brunswick auf.

### Hurrikan Seven
Am 8. Oktober bildete sich über dem südwestlichen Golf von Mexiko ein tropisches Tiefdruckgebiet. Am folgenden Tag verstärkte sich das System zu einem Hurrikan und erreichte am 10. Oktober den Status eines Hurrikans der Kategorie 2. Der Hurrikan erreichte dann am frühen Morgen des 11. Oktober mit Windgeschwindigkeiten von 175 km/h und einem Mindestdruck von 970 mbar (29 inHg) seine höchste Intensität, als er nördlich von Cedar Key, Florida, anlandete. In weniger als sechs Stunden überquerte der Wirbelsturm die Halbinsel von Florida und tauchte in der Nähe von Jacksonville in den Atlantik, wenn auch als deutlich schwächerer Sturm. Im Atlantik schwächte sich das System weiter ab und erreichte, wurde zum Tropensturm, bevor es in der Nähe der heutigen Oak Island, North Carolina, erneut auf Land traf. Am frühen Morgen des 12. Oktober tauchte der Sturm östlich von Elizabeth City wieder in den Atlantik ein und zog weiter in nordöstlicher Richtung, bis er in der Nähe der Ostspitze von Long Island, New York, eine Kurve in ostnordöstlicher Richtung machte. Einige Stunden später löste sich das System auf.

### Tropischer Sturm Eight
Dieser Sturm wurde erstmals am 1. November etwa auf halber Strecke zwischen Barbados und Tobago entdeckt. Nachdem er sich zunächst nach Nordwesten bewegt hatte, drehte der Sturm nach Norden und traf im Laufe des Tages auf St. Lucia, Martinique, Dominica und Guadeloupe oder zog an diesen vorbei. Zwei Tage später drehte der Wirbelsturm nördlich der Inseln unter dem Winde auf Nordost und erreichte seinen Höhepunkt mit maximalen anhaltenden Winden von 95 km/h (60 mph). Der Sturm wurde zuletzt am späten Abend des 8. November etwa 965 km südöstlich von Cape Race, Neufundland, beobachtet.
Obwohl der Sturm zwischen dem 1. und 2. November über die Kleinen Antillen zog, wurden nur auf Martinique nennenswerte Auswirkungen gemeldet. Starke Regenfälle auf der Insel ließen Flüsse über die Ufer treten und verursachten Felsstürze, die einige Straßen blockierten oder beschädigten. Im Hafen von Saint-Pierre beschädigten die vom Sturm verursachten hohen Wellen zwei Lastkähne.

### Hurrikan Nine
Die Dampfschiffe Ascania und Mozart gerieten am 17. November nordöstlich der Kleinen Antillen erstmals in diesen tropischen Sturm. Der Wirbelsturm bewegte sich etwa eine Woche lang in westnordwestlicher Richtung und verstärkte sich bis zum 20. November zu einem Hurrikan, bevor er am 23. November den Status eines Hurrikans der Kategorie 2 erreichte. Am Tag darauf drehte der Sturm nach Nordosten ab und blieb knapp vor der Küste North Carolinas. Ein Schoner namens Morancy registrierte am 25. November einen Luftdruck von 982 mbar (29,0 inHg), den niedrigsten Wert, der mit diesem Sturm in Verbindung gebracht wurde. Einige Stunden später wurde das System jedoch etwa 185 km östlich von Kitty Hawk, North Carolina, außertropisch. Der außertropische Wirbelsturm zog weiter nach Nordosten und traf am 28. November mit orkanartiger Intensität auf Nova Scotia, drehte dann nach Ostnordosten und überquerte am 30. November Neufundland. Am 2. Dezember wurde der außertropische Sturm zuletzt deutlich nördlich der Azoren beobachtet.